# مايكل جيمس شو
مايكل جيمس شو (بالإنجليزية: Michael James Shaw)‏ هو ممثل أمريكي، ولد في 16 سبتمبر 1986 بنيويورك في الولايات المتحدة.

## أعمال

### أفلام
- (2018)  الحرب اللانهائية[4][4]
- (2019)  نهاية اللعبة[5][6]

## وصلات خارجية
- مايكل جيمس شو على موقع IMDb (الإنجليزية)
- مايكل جيمس شو على موقع قاعدة بيانات الفيلم (الإنجليزية)